# Узынкудук
Узынкудук (каз. Ұзынқұдық) — село в Отырарском районе Туркестанской области Казахстана. Входит в состав Тимурского сельского округа. Код КАТО — 514853600.

## Население
В 1999 году население села составляло 56 человек (24 мужчины и 32 женщины). По данным переписи 2009 года, в селе проживало 26 человек (10 мужчин и 16 женщин).

## Известные уроженцы
- Бурибеков, Динасилбек (род. 1922) — Герой Социалистического Труда.